# 134e session du Comité international olympique
La 134e session du Comité international olympique est une réunion du Comité international olympique qui se tient à Lausanne, en Suisse, le 24 juin 2019.
À cette occasion, Milan et Cortina d'Ampezzo sont choisies pour l'organisation des Jeux olympiques d'hiver de 2026.